# Duc de Viseu
Le titre de duc de Viseu est créé en 1415 par le roi Jean Ier de Portugal en faveur de son troisième fils, Henri le Navigateur, à la suite de la conquête de Ceuta. Le duché de Viseu et le duché de Coimbra, créés à la même date, sont les plus anciens du Portugal.
Henri le Navigateur désigne son neveu l'infant Ferdinand, qui devient le 2e duc de Viseu. À partir de Ferdinand, le titre devient héréditaire et est associé au titre de duc de Beja dont il est le premier titulaire.
En 1495, Manuel, l'héritier des deux titres, devient roi de Portugal sous le nom de Manuel Ier. Les titres sont désormais intégrés à la Couronne et seront parfois attribués à des infants de Portugal.

## Liste des ducs de Viseu
1. Henrique de Avis (1394-1460), fils du roi Jean Ier de Portugal ;
2. Fernando de Avis (1433-1470), premier duc de Beja, neveu du précédent ;
3. João de Beja (1456-1483), fils du précédent ;
4. Diogo de Beja (1460-1484), frère du précédent ;
5. Manuel de Beja (1469-1521), futur Manuel Ier, roi de Portugal, frère du précédent ;
6. Maria de Avis (1521-1577), fille du précédent.

### Titre de courtoisie
1. Miguel de Bragança (1878-1923), fils de Migue de Bragança, petit-fils du roi Michel Ier ;
2. Miguel de Bragança (né en 1946), fils de Duarte Nuno de Bragança, duc de Bragance, petit-fils  roi Michel Ier.

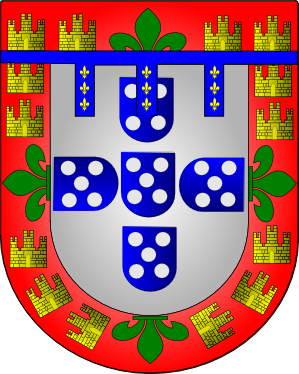
Armes d'Henri le Navigateur,
premier duc de Viseu.

## Source
- (pt) Cet article est partiellement ou en totalité issu de l’article de Wikipédia en portugais intitulé « Duque de Viseu » (voir la liste des auteurs).